# Дор (река)
Дор (фр. Dore) је река у Француској. Дуга је 141 km. Улива се у Алије. 